# Arthur Janov

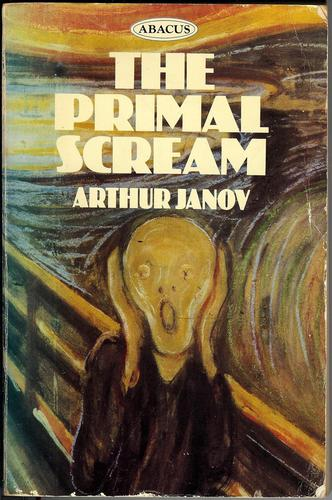
Capa do livro edição ABACUS de The Primal Scream - baseado em The Scream por Edward Munch

Arthur Janov (Los Angeles, 21 de agosto de 1924 – Malibu, 1 de outubro de 2017) foi um psicólogo e psicoterapeuta estadunidense.
É o autor de The Primal Scream (O grito primal) e criador da terapia primal, psicoterapia na qual o paciente é encorajado a reviver e a expressar seus sentimentos básicos, que o terapeuta considera que podem ter sido reprimidos. Foram seus pacientes John Lennon e Yoko Ono. Serviu de fonte de inspiração para a banda pop britânica Tears For Fears e a banda de rock alternativo, também britânica, Primal Scream.[carece de fontes?]